# Можга (Башкортостан)
Можга (баш. Можға) — деревня в Янаульском районе Республики Башкортостан Российской Федерации. Входит в состав Шудекского сельсовета.

## География

### Географическое положение
Находится у реки Орья. Расстояние до:
- районного центра (Янаул): 11 км,
- центра сельсовета (Шудек): 4 км,
- ближайшей ж/д станции (Янаул): 11 км.

## История
Основана в 1683 году на вотчинных землях башкир Уранской волости Осинской дороги ясачными удмуртами, перешедшими впоследствии в сословие тептярей. В 1748 году здесь было 60 душ мужского пола, в 1795 году — 132 мужчины и 126 женщин, в 1816 году — 112 душ мужского пола, в 1834-м — 238 тептярей обоего пола.
Жители занимались земледелием и скотоводством — в 1842 году на 35 дворов приходилось 100 лошадей, 30 коров, 100 овец, 50 коз, имелось 625 десятин пашни. В 1859 году — 330 жителей.
В 1870 году в деревне Можга 3-го стана Бирского уезда Уфимской губернии в 58 дворах — 314 жителей (165 мужчин, 149 женщин), все тептяри. Жители, кроме сельского хозяйства, занимались лесным промыслом.
В 1896 году в деревне Байгузинской волости IV стана Бирского уезда 51 двор и 373 жителя (175 мужчин и 198 женщин), кузница и бакалейная лавка.
В 1906 году — 387 человек, 4-годичная земская школа (открыта в 1900 году), бакалейная лавка.
В 1920 году по официальным данным в деревне той же волости было 68 дворов и 339 жителей (157 мужчин, 182 женщины), по данным подворного подсчета — 307 удмуртов и 57 башкир в 69 хозяйствах. В 1926 году деревня относилась к Янауловской волости Бирского кантона Башкирской АССР.
В 1939 году в деревне проживало 300 жителей, в 1959 году — 234.
В 1982 году население деревни составляло около 210 человек.
В 1989 году — 182 человека (80 мужчин, 102 женщины).
В 2002 году — 155 человек (70 мужчин, 85 женщин), удмурты (86 %).
В 2010 году — 154 человека (67 мужчин, 87 женщин).
Работает клуб.

## Население
| 2002 | 2009 | 2010 |
| ---- | ---- | ---- |
| 155  | ↘146 | ↗154 |